# Against All Odds (2011)
Against All Odds (2011) foi um evento de wrestling profissional em formato pay-per-view produzido pela Total Nonstop Action Wrestling, ocorreu no dia 13 de fevereiro de 2011 no Impact! Zone em Orlando, Florida. Esta foi a sétima edição da cronologia do Against All Odds. A frase do evento foi: "Is Immortal Truly Forever?"

## Antes do evento
Against All Odds teve lutas de wrestling profissional envolvendo diferentes lutadores com rivalidades e storylines pré-determinadas que se desenvolveram no iMPACT! — programa de televisão da Total Nonstop Action Wrestling (TNA). Os lutadores interpretaram um vilão ou um mocinho seguindo uma série de eventos para gerar tensão, culminando em várias lutas.

## Resultados
| #                              | Lutas                                                                                               | Estipulação | Tempo |
| ------------------------------ | --------------------------------------------------------------------------------------------------- | --- | ----- |
| 1                              | Robbie E (com Cookie) derrotou Max Buck e Jeremy Buck por contagem.                                 | Three-Way match para definir o desafiante nº um pelo TNA X Division Championship | 00:27 |
| 2                              | Kazarian (c) derrotou Robbie E (com Cookie)                                                         | Singles match pelo TNA X Division Championship | 07:11 |
| 3                              | Beer Money, Inc. (James Storm & Robert Roode) e Scott Steiner derrotaram Rob Terry, Gunner e Murphy | Six-Man Tag Team match | 10:13 |
| 4                              | Samoa Joe derrotou D'Angelo Dinero                                                                  | Singles match | 08:31 |
| 5                              | Madison Rayne (c) derrotou Mickie James                                                             | Last Knockout Standing match pelo TNA Knockouts Championship | 08:28 |
| 5                              | Rob Van Dam derrotou Matt Hardy                                                                     | Singles match | 13:18 |
| 7                              | Bully Ray derrotou Brother Devon                                                                    | Street Fight | 09:24 |
| 8                              | Jeff Jarrett (com Karen Jarrett) derrotou Kurt Angle                                                | Singles match - Se Angle vencesse ficaria com a guarda de seus filhos, se fosse derrotado a guarda ficaria com Karen Jarrett (antes Karen Angle) e ele teria que acompanhar a renovação dos votos do casamento de Jeff e Karen. | 16:13 |
| 9                              | Jeff Hardy derrotou Mr. Anderson (c)                                                                | Ladder match pelo TNA World Heavyweight Championship | 18:15 |
| (c) - Campeões antes das lutas | | |       |